# Laplacian
Laplacian（ラプラシアン）は、ラプラシアン株式会社のゲームブランド。

## 略歴
2016年、PCゲーム『キミトユメミシ』をリリースし、ブランドデビューを果たした。2020年、PCゲーム『白昼夢の青写真』をリリースし、Getchu.com主催の美少女ゲーム大賞2020では、総合部門3位・シナリオ部門2位・ミュージック部門2位・ムービー部門1位などを獲得した。2021年、姉妹ブランドとして同人サークル扱いのPRINCIPIAが、アダルトゲームをリリースし、Laplacianは成人向けゲーム開発事業から撤退を発表、今後は全年齢対象へと移行することになった。

## スタッフ
代表・企画・シナリオ
- 緒乃ワサビ

デザイナー・Web
- 上都河希

イラストレーター
- 霜降

イラストレーター
- ぺれっと

作曲家・サウンドエンジニア
- Muu Dogg

## 作品

### Laplacian
- 2016年7月29日 - キミトユメミシ
- 2017年5月26日 - ニュートンと林檎の樹
- 2018年8月31日 - 未来ラジオと人工鳩
- 2020年9月25日 - 白昼夢の青写真
- 2025年7月22日 - 記憶の鍵盤
- 2026年発売予定 - 久我山栞の死様手帖
- 2026年発売予定 - MONOCHROME SERENADE
- 発売時期未定 - アイソメリカ

### PRINCIPIA
- 2019年4月1日 - 人類最強性欲の嫁 工口倫子
- 2021年6月24日 - 工口倫子シリーズVol2 人類最強性欲の嫁の実家
- 2022年5月27日 - 工口倫子シリーズVol3 人類最強性欲の嫁の姉

## イベント
- 白昼夢の青写真 コラボカフェ in JAM Akihabara（JAM Akihabara、2022年8月22日 - 9月4日）
- 展示会 白昼夢の青写真 -in har shoes-（トークライブBAR from scratch、2022年9月1日 - 9月4日）
- 朗読劇 白昼夢の青写真 CASE-_ 誰が為のIHATOV（初演：科学技術館サイエンスホール、2023年7月29日・再演：山野ホール、2024年8月3日）
- 白昼夢の青写真 LIVE「Epiphany」 （山野ホール、2024年11月10日）
- 記憶の鍵盤 コラボカフェ in JAM Akihabara（JAM Akihabara、2025年8月18日 - 8月31日）